# Alträskån
Alträskån är ett vattendrag i norra Västerbotten, i Norsjö kommun. Längd cirka 15 kilometer, inklusive källflöden cirka 20 kilometer. Biflöde till Petikån i Skellefteälvens flodområde. Alträskån kommer från den lilla sjön Alträsket ca 3 mil norr om Norsjö, men har sina källor i sydöstra hörnet av Arvidsjaurs kommun i Lappland, på berget Svartliden (517 m ö.h.). Terrängen i området där ån rinner består i stort sett endast av myrmarker.
Från Alträsket strömmar Alträskån åt ostsydost genom vidsträckta skogs- och myrmarker, innan ån slutligen mynnar i Petikån ett par kilometer nordost om Petikträsk. Största biflöde till Alträskån är Bredträskbäcken som ansluter från norr i Norsjö.